# Amtsgericht Biedenkopf

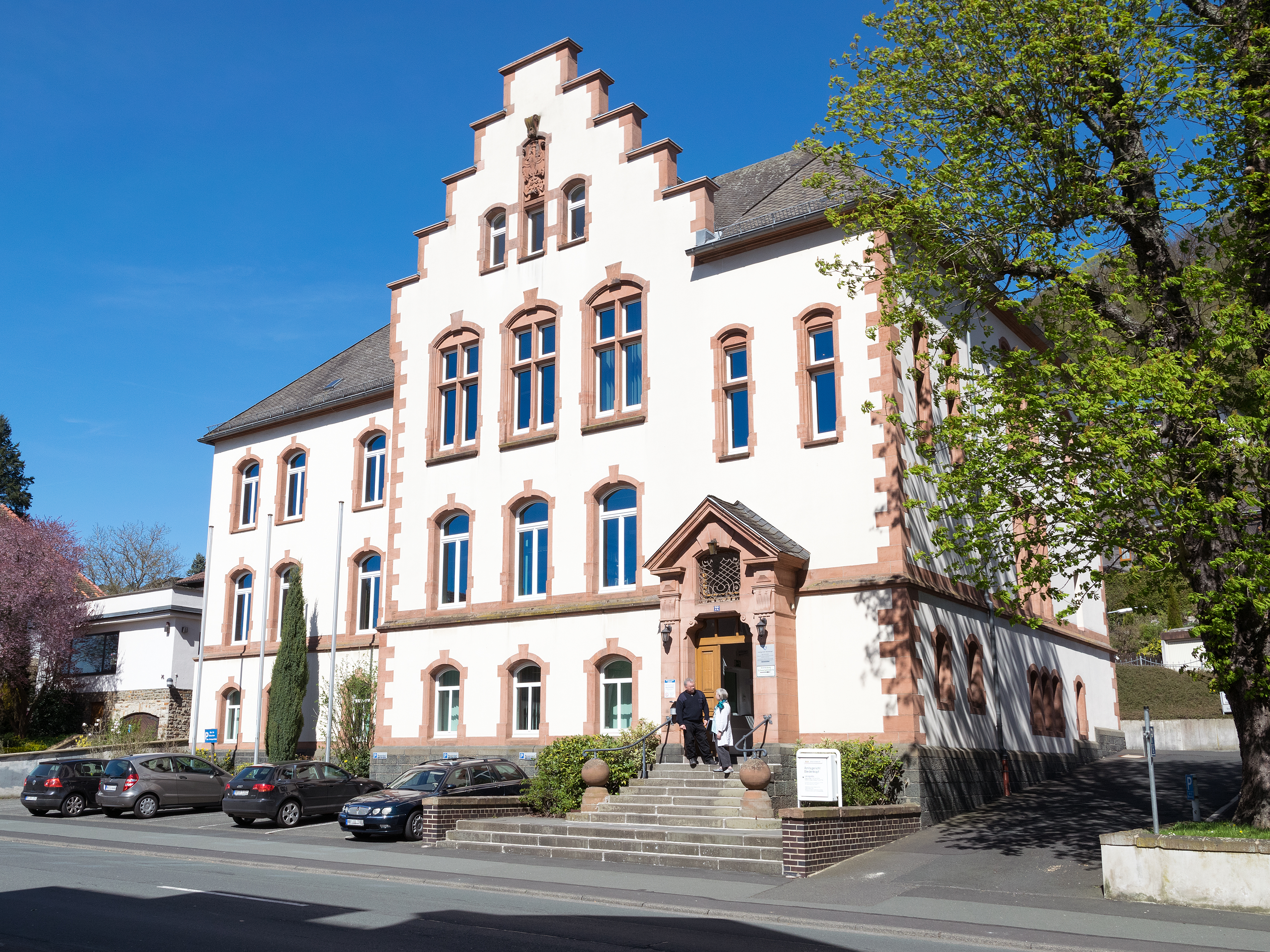
Hauptgebäude des Amtsgerichts (2015)

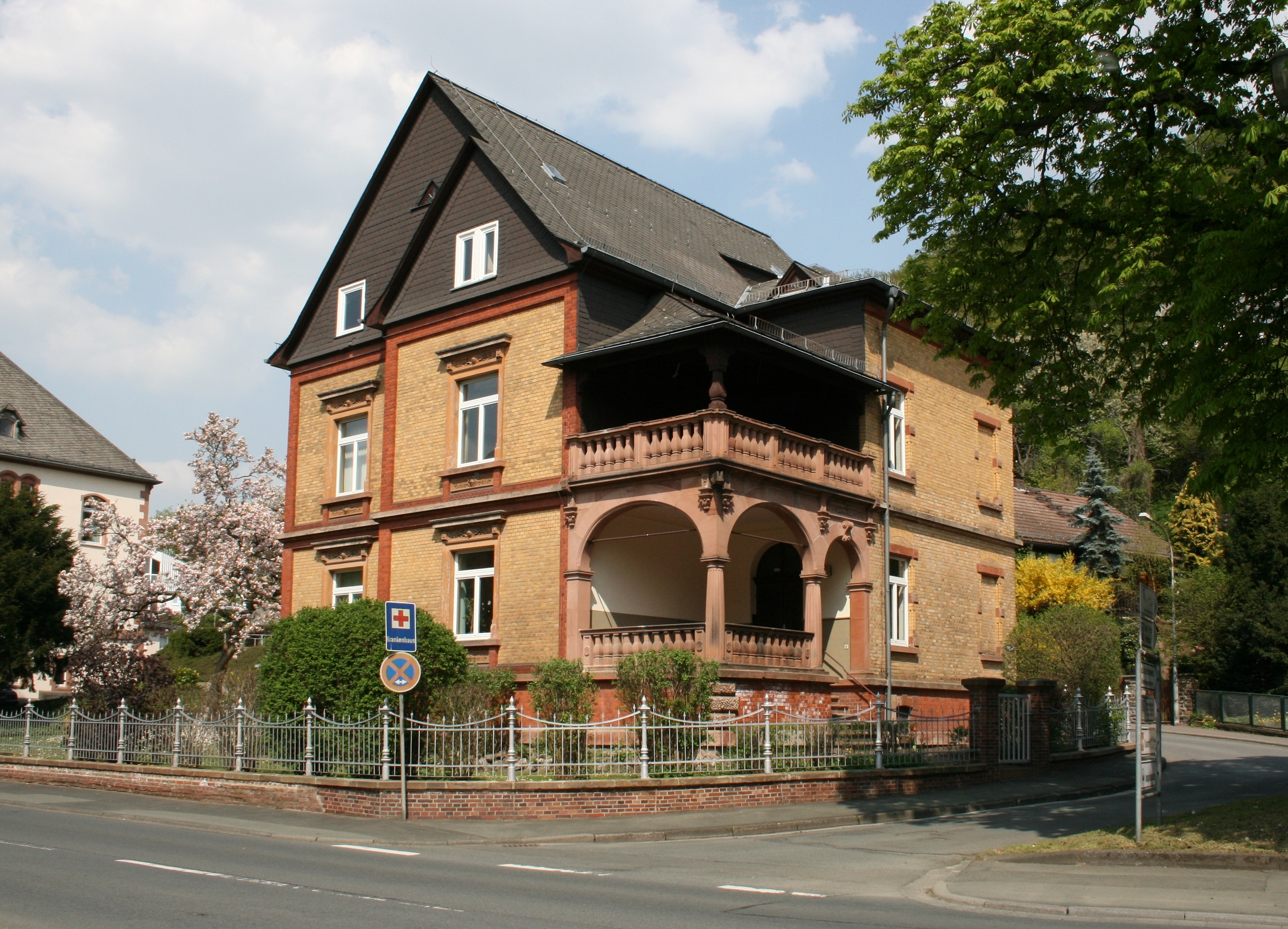
Nebengebäude des Amtsgerichts (2011)

Das Amtsgericht Biedenkopf ist ein Gericht der ordentlichen Gerichtsbarkeit im mittelhessischen Biedenkopf und eines von fünf Amtsgerichten im Bezirk des Landgerichts Marburg. Seinen Sitz hat es in der Hainstraße 70–72 in Biedenkopf.

## Historische Entwicklung

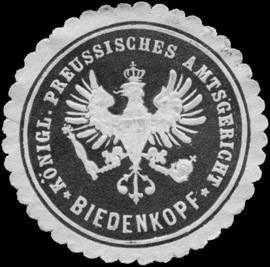
Siegelmarke (um 1900)

### Vorgeschichte
Nach dem verlorenen Krieg von 1866 musste das Großherzogtum Hessen mit dem Friedensvertrag vom 3. September 1866 Gebietsteile an Preußen abtreten. Dazu gehörte auch das Hessische Hinterland (der „Kreis Biedenkopf“) mit dem Bezirk des Landgerichts Biedenkopf. Landgerichte waren im Großherzogtum Hessen seit 1821 die Gerichte erster Instanz.

### Amtsgericht Biedenkopf (ab 1867)
Im Juni 1867 passte Preußen in den eroberten Gebieten die Gerichtsorganisation an die eigene Struktur an: Die bisherigen Landgerichte wurden aufgehoben und durch Amtsgerichte ersetzt. Funktionaler Nachfolger des Landgerichts Biedenkopf wurde so das Amtsgericht Biedenkopf.
Nach dem Ende des Zweiten Weltkriegs wurde das Amtsgericht Biedenkopf zum hessischen Amtsgericht.
Das Amtsgericht Gladenbach wurde 1968 zur Zweigstelle des Amtsgerichts Biedenkopf. 2003 wurde dann auch die Zweigstelle aufgelöst und räumlich vollständig in das Amtsgericht Biedenkopf eingegliedert.

## Zuständigkeit

### Örtliche Zuständigkeit

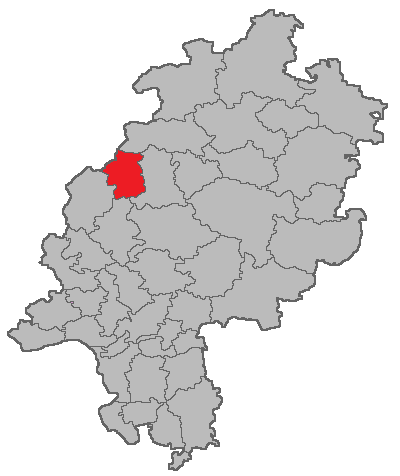
Lage des Amtsgerichtsbezirks Biedenkopf in Hessen

Zum Gerichtsbezirk des Amtsgerichts Biedenkopf gehören Angelburg, Bad Endbach, Biedenkopf, Breidenbach, Dautphetal, Gladenbach sowie Steffenberg.

### Sachliche Zuständigkeit
Im Amtsgericht Biedenkopf sind neben fünf Richtern und sechs Rechtspflegern drei Gerichtsvollzieher, sechs Beamte im einfachen und mittleren Dienst sowie 13 Angestellte beschäftigt. Direktorin am Amtsgericht Biedenkopf ist die Richterin Jutta Dreisbach.
Für Handels- und Vereinsregistersachen, Insolvenzsachen sowie für Strafsachen, die vor dem Schöffengericht verhandelt werden, ist das Amtsgericht Marburg zuständig. Für das gerichtliche Mahnverfahren ist in Hessen ausschließlich das Amtsgericht Hünfeld zuständig.
Das Amtsgericht ist in einzelne Abteilungen untergliedert, denen wiederum bestimmte Sachgebiete zugeordnet sind. Es bestehen die Abteilungen
- Beratungshilfe,
- Familiensachen,
- Grundbuchamt,
- Nachlass,
- Strafprozess,
- Verwaltung,
- Vormundschaftssachen,
- Zivilprozess,
- Zwangsversteigerungen und
- Zwangsvollstreckung.[4]

### Instantielle Zuordnung
Das Amtsgericht Biedenkopf war zunächst dem Kreisgericht Dillenburg und dem Appellationsgericht Wiesbaden untergeordnet. Mit dem Inkrafttreten der Reichsjustizgesetze 1877 war das Landgericht Marburg das Gericht zweiter Instanz. 1944 wurde das Gericht kurzzeitig dem Sprengel des Landgerichts Limburg zugeordnet, bevor es am 1. Januar 1949 wieder zum Landgericht Marburg kam.

## Gebäude
Das Landgericht Biedenkopf war zunächst in der Hainstraße 12 untergebracht. Am 8. August 1891 erwarb die Justizverwaltung ein 1508 m² großes Grundstück (damals am Stadtrand gelegen) für 6718,50 Mark. Der Neubau wurde schnell umgesetzt, so dass das Gericht vom 19.–23. Juli 1893 das neue Gebäude in der Hainstraße 72 beziehen konnte. In die Hainstraße 12 zog zunächst das Katasteramt ein, bevor das Haus 1932 in Privatbesitz überging.
Da der Raumbedarf im Amtsgericht stieg, wurde 1964/65 ein Anbau errichtet und für das Grundbuchamt genutzt. 1977 wurde das Gericht durch Übernahme des Nebengebäudes Hainstraße 70 (ehemalige Buderus-Villa) noch einmal erweitert, das es ab dem 1. Juli 1977 nutzte. Dort sind nun die Familienabteilung und die Bewährungshilfe untergebracht. Beide Gebäude sind Kulturdenkmäler aufgrund des Hessischen Denkmalschutzgesetzes.

## Richter
Ab 1867 bestanden zwei Richterstellen am Amtsgericht.
- 1850–1873: Landrichter (ab 1867: Amtsrichter, ab 1868: Oberamtsrichter) Wilhelm Klingelhöffer
- 1873–1875: (Ober-)Amtsrichter Dilthey
- 1875–1879: (Ober-)Amtsrichter Eduard Bork
- 1879–1887: Amtsrichter Wilhelm Winter
- 1879–1913: Amtsrichter Hugo Hatzfeld (spätere Beförderungen bis zum geheimen Justizrat)
- 1887–1898: Amtsrichter Colnot (ausgeschieden als Amtsgerichtsrat)
- 1898–1923: Amtsrichter Karl Fuchs (spätere Beförderungen bis zum geheimen Justizrat)
- 1913–1945: Amtsrichter Karl Gerstenberg (ausgeschieden als Amtsgerichtsrat)
- 1926–1943: Amtsrichter Karl Wagener (ausgeschieden als Amtsgerichtsrat)
- 1941–1945: Arnold Freiherr von Breidenbach
- 1945–1948: Amtsgerichtsrat Walter Weitze
- 1947: Amtsgerichtsrat Werner Massengeil
- 1948–1949: Amtsgerichtsrat Otto von Sethe
- 1949–1960: Amtsgerichtsrat Ernst Wolff
- 1952–1974: Beauftragter Richter Helmut Schemel
- 1961–1962: Amtsgerichtsrat Hans Kumpe
- 1962–: Amtsgerichtsrat Helmut Forst
- 1968–: Oberamtsrichter Wilhelm Dörr
- 1975–: Richter a. Pr. Rainer Hagen